# Babirussa
O Babyrousa babyrussa, comummente conhecido como babirussa ou porco-veado, é uma espécie de mamífero da família Suidae. Os babirussas são endémicos da Indonésia, onde podem ser encontrados nas ilhas Sula (Mangole e Taliabu) e em Buru. A espécie foi classificada como "vulnerável" pelo IUCN e listada pela agência de conservação ambiental dos Estados Unidos como "em perigo de extinção" em 1996, quando a população selvagem estaria em torno de 4.000 a 5.000 espécimes.

## Etimologia
A palavra «babirussa» trata-se de um termo importado da língua malaia, que resulta da aglutinação dos étimos babi que na referida língua significa «porco» e rusa que significa «veado». 
O nome porco-veado consiste numa tradução directa e literal do nome malaio do animal, para português.

## Descrição
Mede entre 85 cm e 105 cm de comprimento, além da longa cauda de 27 cm a 32 cm, pesa cerca de 90 kg e é omnívoro. Os caninos superiores do macho emergem na vertical dos alvéolos do maxilar, penetra pela pele do nariz e, em seguida, saem recurvados para cima e diante do focinho.
Os caninos da mandíbula do macho também crescem por cima do focinho, também chamado gruim. Esta particularidade aparece no macho adulto, porquanto os caninos inferiores da fêmea ou estão ausentes ou mostram-se acentuadamente reduzidos. Este tipo de dente levou a que, popularmente, os povos malaios comparecem este animal aos antílopes, daí o seu nome: «porco-veado». A função destes dentes é desconhecida, especialmente atenta a sua muita fragilidade, de tal maneira que só raramente se usam em combate entre machos. Muita da informação disponível a respeito desta espécie, resulta do estudo de espécimes cativos em jardins zoológicos.
O babirussa é o último representante vivo da subfamília Babyrousinae. De acordo com a zoologia moderna, crê-se que o babirussa se tenha desenvolvido desde o Oligoceno (há 25 milhões de anos) até à actualidade, tendo enveredado por uma linha evolutiva separada.
A babirussa fêmea em cativeiro pode atingir a maturidade sexual, já com cinco a dez meses de idade, contando com uma esperança de vida em torno dos 24 anos. Porém, é improvável que se reproduza antes de um ano de idade. O ciclo dura entre 28 e 42 dias, e as fêmeas em cativeiro geralmente entram novamente no cio dentro de três meses após o parto. O cio dura de 2-3 dias e a duração de gestação normalmente é de 155-158 dias, entretanto já ocorreram casos de durar 171 dias. O número de bacorinhos normalmente cifra-se num ou dois, embora já tenham sido relatados nascimentos de trigémeos, tanto em cativeiro, como em estado selvagem, bem como já foram encontrados quatro fetos no ventre de uma fêmea selvagem. As fêmeas normalmente são bastante dóceis em cativeiro, mas ficam bastante agressivas quando estão com os bacorinhos e até duas semanas após o nascimento.